# Всесвітні міські ігри
Всесвітні міські ігри — мультиспортивні змагання, у рамках якої одночасно проводяться змагання з міських видів спорту та фестиваль міської культури. Захід організовує Глобальна асоціація міжнародних спортивних федерацій (ГАМСФ). Перші ігри відбулись у Будапешті (Угорщина) 13—15 вересня 2019.

## Історія ігор
Ігри — це дітище колишнього президента GAISF, покійного Патріка Баумана. Хоча смерть Баумана сталася ще до перших ігор, проєкт підтримувався новим виконавчим органом GAISF і, нарешті, оголошений у 2018 році, перші та другі Ігри спочатку були присуджені Лос-Анджелесу. Незгода щодо програми призвела до того, що місце проведення було змінено на Будапешт (Угорщина). Ігри розроблені як демонстрація нових, міських видів спорту та способу життя.

## Список ігор
| Номер | Рік  | Місто    | Країна   | Початок        | Кінець         | Країн-учасниць | Спортсменів | Видів спорту | Дисциплін |
| ----- | ---- | -------- | -------- | -------------- | -------------- | -------------- | ----------- | ------------ | --------- |
| I     | 2019 | Будапешт | Угорщина | 13 вересня     | 15 вересня     | 41 (45)*       | 231 (277)*  | 8            | 18        |
| II    | 2021 | Будапешт | Угорщина | Майбутня подія | Майбутня подія |                |             |              |           |

- - кількість учасників з урахуванням показових виступів

## Спорт
| Дисципліна              | Дисципліна     | Body           | 2019 |
| ----------------------- | -------------- | -------------- | ---- |
|                         |                |                |      |
| BMX                     |                | UCI            | 2    |
| Баскетбол 3x3           |                | FIBA           | 2    |
| Веслування у приміщенні |                | МФВС           | 2    |
| Брейкданс               |                | WDF            | 2    |
| Паркур                  |                | FIG            | 4    |
| Фрісбі                  |                | WFDF           | 1    |
| Лазер-ран               |                | UIPM           | 3    |
| Скейтбордінг            |                | МФС            | 2    |
|                         |                |                |      |
| Всього змагань          | Всього змагань | Всього змагань | 18   |

## Змагання
- Всесвітні міські ігри 2019
- Всесвітні міські ігри 2021

## Поисилання
- Офіційний сайт [Архівовано 12 серпня 2019 у Wayback Machine.]

## Примірки
1. ↑  About the World Urban Games [Архівовано 12 серпня 2019 у Wayback Machine.], from GAISF.sport.
2. ↑  GAISF launches World Urban Games bids process. Архів оригіналу за 21 вересня 2019. Процитовано 3 жовтня 2019.
3. ↑  Busdapest replaces Los Angeles as WUG initial host. Архів оригіналу за 21 вересня 2019. Процитовано 3 жовтня 2019.

Шаблон:Мультиспортивні змагання